# Bronckhorster Eigenweiss
Bronckhorster Eigenweiss is een Nederlands bier van hoge gisting dat vanaf 2007 geproduceerd wordt.
Het bier wordt gebrouwen en gebotteld door Bronckhorster Brewing Company te Rha. Het is een koolzuurrijk witbier van hoge gisting met een alcoholpercentage van 5,0% dat wordt gebrouwen volgens het Duitse Reinheitsgebot.